# Wisembach
Wisembach (deutsch Weißenbach) ist eine französische Gemeinde mit 428 Einwohnern (Stand 1. Januar 2022) im Département Vosges in der Region Grand Est (bis 2015 Lothringen). Sie gehört zum Arrondissement Saint-Dié-des-Vosges und zum Gemeindeverband Saint-Dié-des-Vosges. Der südliche Abschnitt des Gemeindegebietes von Wisembach ist Teil des Regionalen Naturparkes Ballons des Vosges.

## Geografie

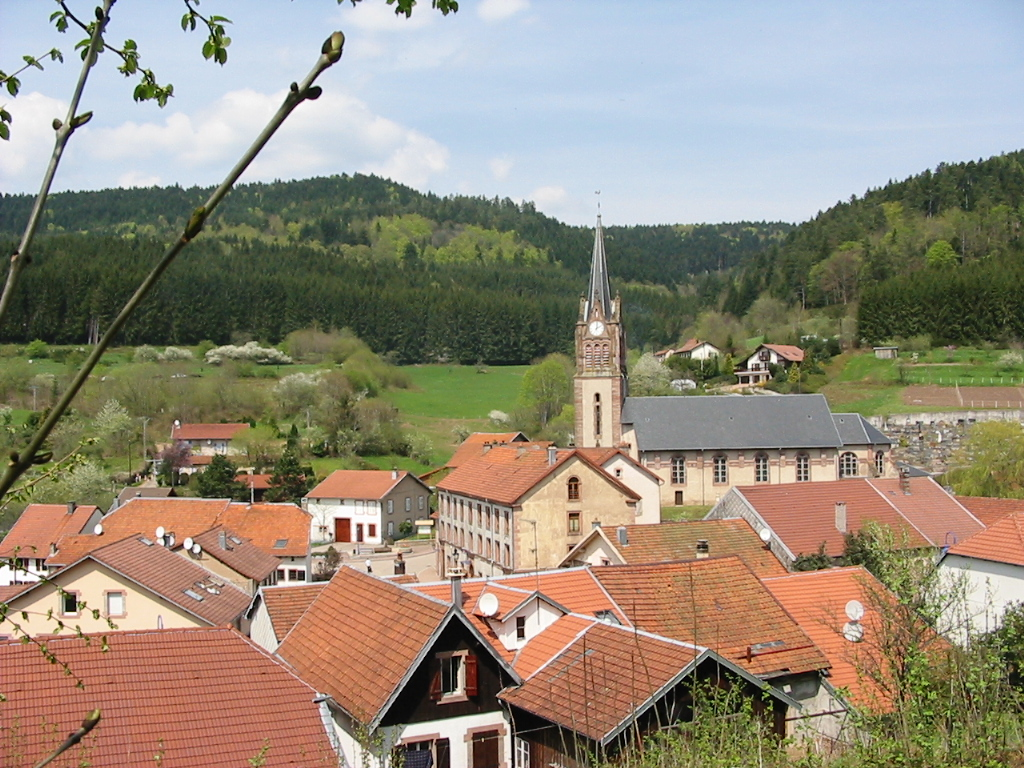
Blick auf Wisembach

Die Gemeinde Wisembach liegt am Fuß des Col de Sainte-Marie in den Vogesen, zwölf Kilometer östlich von Saint-Dié-des-Vosges, der Hauptstadt (chef-lieu) des gleichnamigen Arrondissements. Die östliche Gemeindegrenze verläuft auf dem Kamm der Vogesen und bildet gleichzeitig die Grenze zur ehemaligen Region Elsass. Durch das Gemeindegebiet fließt der namensgebende Ruisseau Le Blanc (Weißenbach), der im nordöstlichen Gemeindegebiet auf 800 Metern Meereshöhe entspringt und am östlichen Rand des Kernortes den aus Süden kommenden Ruisseau de la Cude aufnimmt, dessen Tal die Passstraße zum Vogesenkamm nutzt. Der Ruisseau Le Blanc mündet in Ban-de-Laveline in den Ruisseau La Morte, der über Fave, Meurthe und Mosel zum Rhein entwässert. Die höchste Erhebung im Gemeindebereich von Wisembach liegt mit 982 Metern Höhe an der Grenze zum Elsass, unweit des 974 m hohen Chaume de Lusse. Unter dem Nordostzipfel des Gemeindeareals verläuft der Maurice-Lemaire-Tunnel, der Saint-Dié-des-Vosges mit Sélestat verbindet.
Das 11,24 km² große Gemeindegebiet Wisembachs besteht zur Hälfte aus Wäldern (Forêt domaniale de la Wisembach, Forêt des Hospices de Pompey), die bis an die Kammlinie der Vogesen reichen. In den tiefer gelegenen Gebieten herrschen vor allem Weiden und Grünlandflächen vor, ein wirtschaftlicher Ackerbau ist aufgrund der Höhenlage nur eingeschränkt möglich.
Zu Wisembach gehören der Ortsteil Le Repas, der 1906 noch 115 Einwohner zählte, sowie die verstreut liegenden Weiler Aubrigoutte, La Basse du Coucou, La Chavée, La Cude, La Gravelle, Le Chener, Le Mont, Les Yraux, Grospeaux und Sur-la-Côte.
Nachbargemeinden von Wisembach sind Lusse im Norden, Sainte-Croix-aux-Mines im Osten, Sainte-Marie-aux-Mines im Südosten, Ban-de-Laveline und Gemaingoutte im Süden, Bertrimoutier im Westen sowie Combrimont im Nordwesten.

## Geschichte
Der Name „Wisembach“ ist deutschsprachigen Ursprungs und geht auf den Ruisseau Le Blanc (Weißenbach) zurück, in dessen Tal die vermutlich von elsässischen Kolonisten angelegte Siedlung entstand. Bei den in der Vergangenheit verwendeten Schreibweisen des Namens (Wisembacum, Wissembach, Wuisembach, Wizambach, Wissambach, Visembach) taucht 1290 auch Wysemberche auf, was auf einen Weißen Berg hindeutet. Wisembach ist heute der einzig verbliebene deutsche Gemeindename im Département Vosges und jenseits des Vogesen-Hauptkammes südlich des Donon. Die Bewohner Wisembachs nennen ihren Ort im lokalen Dialekt Ouiseebee.
Ausgrabungen zufolge errichteten die Römer ein Lager im Wald zwischen Le Repas und Combrimont, wenige Kilometer nordwestlich des heutigen Dorfes Wisembach. Es wurde vermutlich während der Völkerwanderung zerstört. In dieser Zeit, etwa im 5. Jahrhundert, kamen Einwanderer auf der Flucht vor den Hunnen in die Wälder der Vogesen. Es handelte sich vorwiegend um Holzfäller und Jäger aus den alemannischen Gebieten.
Im 7. Jahrhundert drangen Mönche in die Täler der Vogesen vor. So kam auch der Einsiedler Deodatus nach Saint-Diè. Das Tal östlich von Saint-Dié wurde von den Mönchen Tal von Galiläa genannt, eine Bezeichnung, die heute noch im Namen des Gemeindeverbandes Val de Galilée weiterlebt.
Der Frankenkönig Childerich II. († 675) schenkte den Äbten von Saint-Dié ein Gebiet von 20 Meilen rund um das neu entstandene Kloster. Dazu gehörte auch die Gemarkung Wisembach. Im Jahr 1290 kam Wisembach in den Besitz Anselms II., Herr zu Rappoltstein, dem Ländereien vom Elsass bis um Raon-l’Étape gehörten. Abhängigkeiten zu diesem Haus bestanden noch bis 1473.
Auf dem Vogesenkamm östlich von Wisembach entstand Ende des 13. Jahrhunderts eine Burg (Château de Faîte), die unter nicht geklärten Umständen wieder zerstört wurde. Die Lage der ehemaligen Burg erkennt man heute nur noch an Bodenwellen und Steinresten. Zwischen Wisembach und dem westlich liegenden Ortsteil Le Repas gab es einst ein Dorf namens Norbépaire, das durch einen Brand zerstört und nicht wieder aufgebaut wurde. An diesen Ort erinnert heute der Flurname Norbepaire.

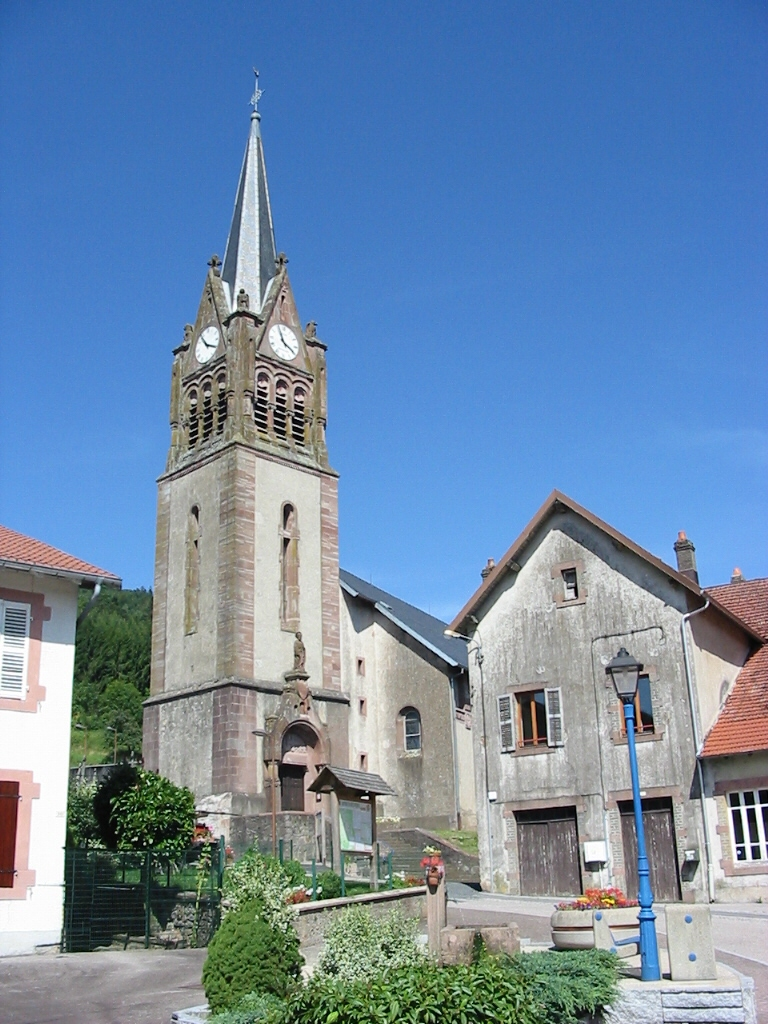
Kirche Saint-Barthélemy in Wisembach

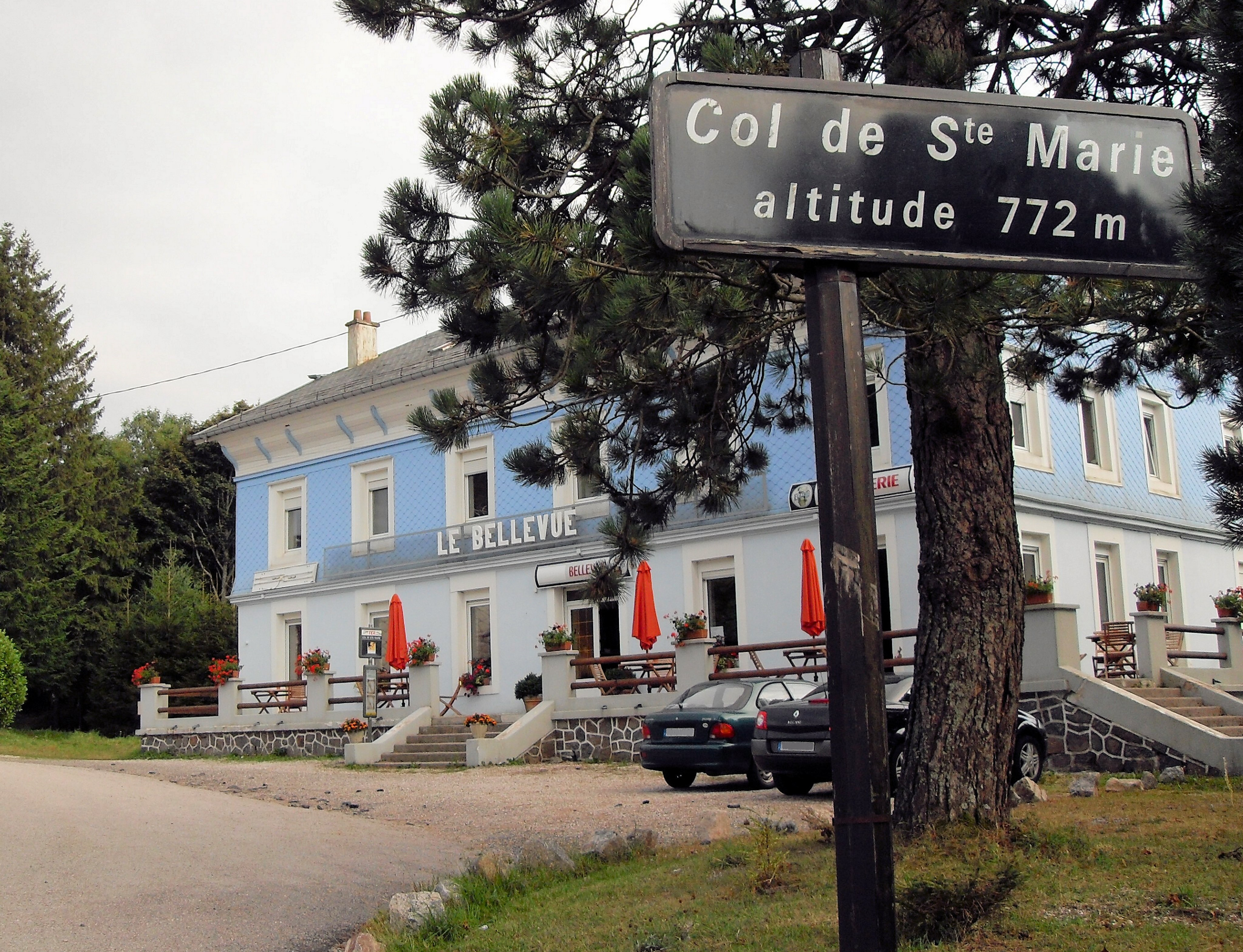
Gasthaus Le Bellevue am Col de Sainte-Marie

Die Kirche Saint-Barthélemy (St. Bartholomäus) stammt in ihren Ursprüngen aus dem 12. Jahrhundert. Im Jar 1881 wurde der Kirchturm durch einen Brand zerstört, bei dem auch die Glocken schmolzen. Schiff und Chor konnten gerettet werden, der Turm wurde mit neuem Schieferdach wieder aufgebaut.
Eine Chronik aus dem Jahr 1791 berichtet von zwölf Gasthäusern sowie einem ersten Dampf-Webstuhl in Wisembach. Im Jahr 1886 hatte eine Baumwollweberei im Ort, die bereits mit Strom von der kommunal betriebenen Wassermühle versorgt wurde, 100 Beschäftigte.
Das Rathaus- und Schulgebäude wurde 1848 gebaut.
Von Kriegszerstörungen blieb Wisembach weitgehend verschont. Von 1871 bis zum Ende des Ersten Weltkrieges war Wisembach Grenzort nach Deutschland. Am Col de Sainte-Marie, dem Grenzübergang, standen damals fünf Häuser, zwei davon waren Gasthöfe.
Im Jahr 1871 bekam das Dorf ein Postamt, 1884 wurde hier ein erster Telegraph installiert. Von 1886 bis 1921 beherbergte Wisembach eine Gendarmerie-Kaserne.

### Statistik 1906
In einer Agrarstatistik des Jahres 1906 wird die Landnutzung der 1130 Hektar umfassenden Gemeinde genannt:
| Kartoffeln aus Wisembach wurden auf den Märkten in Saint-Diè und Markirch verkauft. Zum Verkauf kam auch Obst (Kirschen, Zwetschgen, Pflaumen), das in guten Jahren zu Obstbränden destilliert wurde. Jeder Bauernhof hatte neben der Landwirtschaft Tiere. Die Statistik des Jahres 1906 zählt in Wisembach 224 Schweine, 190 Kühe, 125 Ziegen, 60 Kälber, 28 Pferde, 24 Ochsen, 12 Bullen und 8 Schafe. |        | \| Nutzung \| Hektar \| Erträge in dt \| \| ----------- \| ------ \| ------------- \| \| Grünland \| 87 \| 30 \| \| Kartoffeln \| 62 \| 130 \| \| Roggen \| 40 \| 15 \| \| Weizen \| 25 \| 15 \| \| Buchweizen \| 25 \| \| \| Hafer \| 16 \| 18 \| \| Gemüse \| 8 \| \| \| Futterrüben \| 2,5 \| \| \| Gerste \| 2 \| 17 \| |
| Nutzung | Hektar | Erträge in dt |
| Grünland | 87     | 30 |
| Kartoffeln | 62     | 130 |
| Roggen | 40     | 15 |
| Weizen | 25     | 15 |
| Buchweizen | 25     | |
| Hafer | 16     | 18 |
| Gemüse | 8      | |
| Futterrüben | 2,5    | |
| Gerste | 2      | 17 |

### Bevölkerungsentwicklung
| Jahr      | 1962 | 1968 | 1975 | 1982 | 1990 | 1999 | 2007 | 2018 |
| Einwohner | 334  | 381  | 363  | 356  | 370  | 428  | 402  | 414  |

Durch die abgeschiedene Lage in Zeiten, als Wisembach Grenzstation war, und die mangelnden Verdienstmöglichkeiten in der Landwirtschaft wanderten zwischen 1850 und dem Zweiten Weltkrieg viele Bewohner Wisembachs aus. Seit den 1960er Jahren ist die Einwohnerzahl der Gemeinde relativ konstant geblieben. Im Jahr 1876 wurde mit 1216 Bewohnern die bisher höchste Einwohnerzahl ermittelt. Die Zahlen basieren auf den Daten von annuaire-mairie und INSEE.

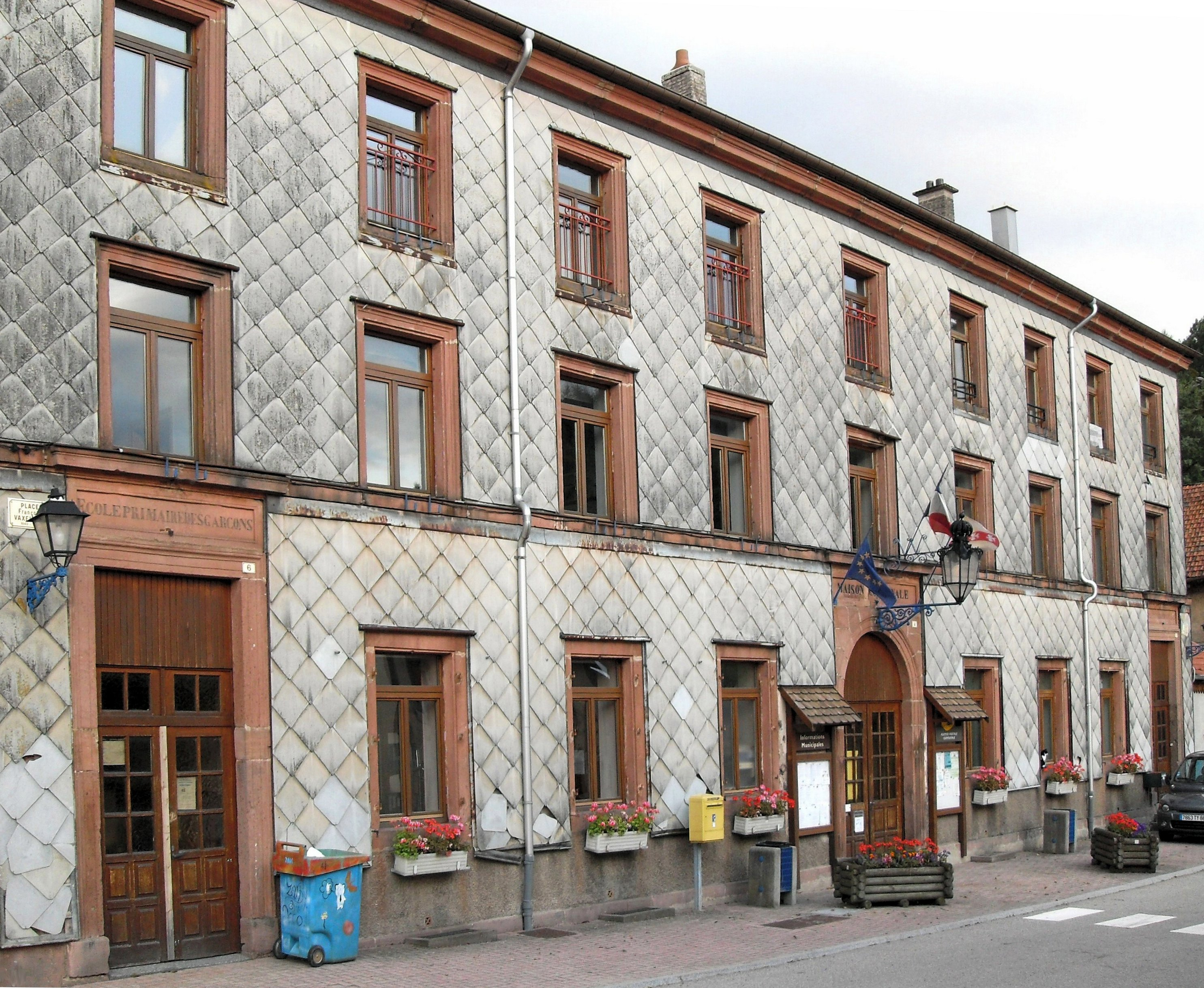
Mairie Wisembach

## Sehenswürdigkeiten
- romanische Kirche Saint-Barthélemy, die auch für die Nachbargemeinde Gemaingoutte zuständig ist
- Wegekreuze im Bereich der Gemeinde[3]
- drei Brunnen[4]
- Rathaus- und Schulgebäude, im Jahr 1848 errichtet, beherbergt neben Bürgermeisteramt und Grundschule auch eine Bibliothek

## Wirtschaft und Infrastruktur
In Wisembach sind zwei Forst- und 13 Landwirtschaftsbetriebe ansässig (Milchwirtschaft, Rinder-, Ziegen- und Schafzucht, Schweinehaltung). In Wisembach gibt es heute neben kleineren Unternehmen der Holzindustrie mehrere Hotels und Pensionen, zu denen auch ein Gasthaus an der Passhöhe des Col de Sainte-Marie zählt.
In Wisembach besteht eine Grundschule mit derzeit (2025) zwei Klassen.
Wisembach liegt an der Nationalstraße 59, die von Lunéville über Saint-Dié-des-Vosges und den nahen Col de Sainte-Marie nach Sélestat im Département Bas-Rhin führt. Diese Verbindung hat seit der 2008 erfolgten Erhöhung der Durchfahrtsmaut im nördlich von Wisembach verlaufenden Maurice-Lemaire-Tunnel ein erhöhtes Verkehrsaufkommen zu verkraften. Der nächste Bahnhof befindet sich im sechs Kilometer entfernten Raves an der Bahnstrecke Strasbourg–Saint-Dié.

## Belege
1. ↑  Wisembach auf annuaire-mairie
2. ↑  Wisembach auf INSEE
3. ↑  Wegkreuze-Galerie auf wisembach.fr (Memento vom 22. November 2008 im Internet Archive)
4. ↑  Brunnen-Galerie auf wisembach.fr (Memento vom 22. November 2008 im Internet Archive)
5. ↑  Landwirtschaftsbetriebe auf annuaire-mairie.fr (französisch)